# عبد الله شبيرة
عبد الله شبيرة (1986الجزائر) هو لاعب كرة قدم جزائري.

## روابط خارجية
- عبد الله شبيرة على موقع قاعدة بيانات كرة القدم.إي يو (الإنجليزية)
- عبد الله شبيرة على موقع Soccerway.com (الإنجليزية)